# Abstandsgewirke

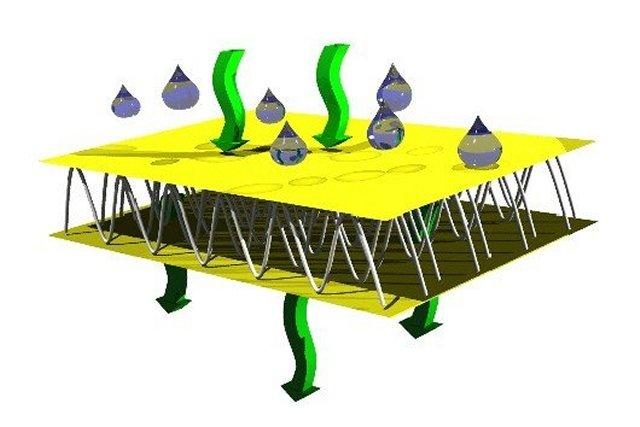
Abstandsgewirke: Funktionsprinzip

Abstandsgewirke stellen doppelflächige Textilien dar, bei denen die kettengewirkten Warenflächen durch abstandshaltende Verbindungsfäden, sogenannte Polfäden, auf Distanz gehalten werden. Es handelt sich bei den Abstandsgewirken um Maschenwaren bzw. Gewirke, die um die dritte Dimension erweitert wurden.

## Herstellung

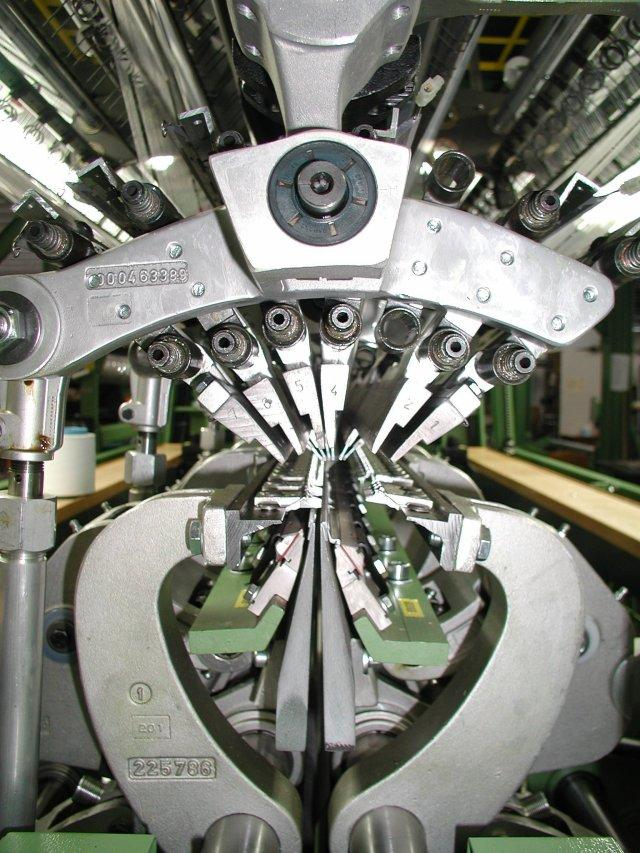
Doppelraschelmaschine (Detailansicht)

Die Herstellung von Abstandsgewirken erfolgt auf Doppelraschelmaschinen (Kettenwirkmaschine) mit zwei Nadelbarren in einem Arbeitsgang. Im Gegensatz zur  Webtechnik erfolgt die Herstellung der Textilien allein durch Kettfadensysteme, es wird also kein zusätzlicher Schussfaden benötigt. Bis zu 7 Fadensysteme sind bei Doppelraschelmaschinen für die Herstellung von Abstandsgewirken üblich.
Die maschenbildenden Elemente stellen Zungennadeln bzw. auch Schiebernadeln in Verbindung mit Lochnadeln dar. Die Kettfäden werden bindungsgerecht durch die Lochnadeln in die Zungen- bzw. Schiebernadeln eingelegt. Bei jeder Maschinenumdrehung erfolgt die Maschenbildung auf einer Nadelbarre gleichzeitig an allen Nadeln. Hierbei grenzt sich die Kettenwirktechnik wiederum vom Stricken ab, bei dem die Bildung der  Maschen kontinuierlich nacheinander und nicht gleichzeitig erfolgt.

## Arten/Bindungen
Die beiden Warenflächen können gleich gestaltet sein oder zueinander unterschiedliche Musterungen aufweisen.
Als Standardbindungen für die Erzeugung von geschlossenen Außenflächen werden Trikot-, Tuch- bzw. Köperbindungen bevorzugt. In der Regel wird als abstandshaltender Faden ein Monofil verwendet, wobei meist Polyester als Grundstoff eingesetzt wird. Die Legung dieses abstandshaltenden Monofilfadens (Polfaden) erfolgt zumeist kreuzförmig zwischen den textilen Deckflächen mit einem Kreuzungswinkel von annähernd 45°. Damit ist eine gute Verschiebefestigkeit der textilen Außenflächen zueinander gewährleistet und einem Kippen der Struktur unter Druckbelastung vorgebeugt.

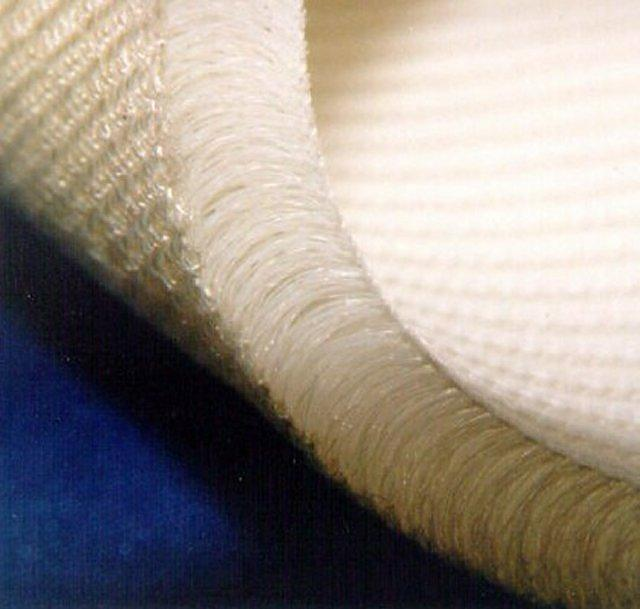
Abstandsgewirke: Querschnitt (Vergrößerung)

Der Polyester-Monofilfaden kann durch anschließende Veredlungsvorgänge (thermische Behandlung) so stabilisiert werden, dass eine dauerhafte Biegeelastizität gewährleistet wird und damit das Gewirke eine elastische Zusammendrückbarkeit ähnlich einem Schaumstoff bekommt.
Durch stufenlose Verstellmöglichkeit an der Maschine in vorgegebenen Bereichen können die Abstandsgewirke mit nahezu allen gewünschten Dicken gefertigt werden, wobei sogenannte High-Distance-Gewirke bis zu einer Dicke von 65 mm hergestellt werden können. Die üblichen Verstellbereiche an den Maschinen reichen von 1,5 bis 12 mm bzw. von 15 bis 50 mm.

## Eigenschaften
Aufgrund der Vielzahl der gleichzeitig einsetzbaren Fadenmaterialien (in der Praxis 5 bis 7) ergeben sich vielfältige Konstruktionsmöglichkeiten.
Als wichtigste Eigenschaften der Abstandsgewirke sind zu nennen: mögliche Feuchteleitfunktion, gute Druckentlastung, Thermoregulation, sehr gute Luftdurchlässigkeit sowie weitere über spezifischen Materialeinsatz steuerbare Sonderfunktionen. Hierzu zählen bioaktive Wirkung, Flammhemmung und auch definiertes elastisches Verhalten in Längs- und Querrichtung.
Für den Bereich der Smart Textiles ist auch die Integration von elektrisch leitfähigen Garnen möglich, entweder um Daten zu transportieren oder um auf elektrischem Wege definiert Wärme zu erzeugen.
Der Einsatz verschiedener funktioneller Materialkomponenten in räumlicher Struktur und variable spezifische Konstruktionsmerkmale erweitern das Spektrum der erzielbaren physikalischen und bekleidungsphysiologischen Eigenschaften gegenüber klassischen Gewebe-, Vlies- oder Gewirkekonstruktionen bedeutend.

## Beispiele
Die Einsatzgebiete der High-Distance-Strukturen liegen in den Bereichen Medizin, Sport, Automobil, Bekleidung, Technische Anwendungen in der Industrie und Geotextilien. Konkrete Umsetzungen finden sich in:
- Autositze
- Klimafutter
- 3-D-Kompressionsbinden
- Protektoren
- Orthesen
- Epithesenpads
- Matratzen
- Matratzenbezüge
- Kopfkissen